# Festival Internacional de Música de Macau
O Festival Internacional de Música de Macau (FIMM; em chinês:  澳門國際音樂節) é um evento musical realizado anualmente pelo Instituto Cultural, através dos auspícios do governo da Região Administrativa Especial de Macau. A primeira edição ocorreu a 24 de outubro de 1987, sendo as três primeiras edições realizadas pela Direção dos Serviços de Turismo. Em 1991, passou a estar sob a organização do Instituto Cultural.

## Palcos de apresentação
- Centro Cultural de Macau
- Igreja de São Domingos
- Igreja e Seminário de São José
- Teatro Dom Pedro V
- Fortaleza do Monte
- Torre de Macau
- Casa do Mandarim

## Óperas
- Cavalleria rusticana, composição de Pietro Mascagni, libreto de Giovanni Targioni-Tozzetti e Guido Menasci[4]
- Pagliacci, composição e libreto de Ruggero Leoncavallo[4]
- Rigoletto, composição de Giuseppe Verdi, libreto de Francesco Maria Piave[5]
- Don Giovanni, composição de Wolfgang Amadeus Mozart, libreto de Lorenzo Da Ponte[6]
- Il trittico (Il tabarro, Suor Angelica e Gianni Schicchi) de Giacomo Puccini[5]
- Le nozze di Figaro, composição de Wolfgang Amadeus Mozart, libreto de Lorenzo Da Ponte[7]
- Dido and Aeneas de Henry Purcell, libreto de Nahum Tate[8]
- Il trovatore, composição de Giuseppe Verdi, libreto de Salvadore Cammarano e Leone Emanuele Bardare[8]
- Acis e Galatea, composição de Georg Friedrich Händel, libreto de John Gay[9]
- Der Freischütz, composição de Carl Maria von Weber, libreto de Johann Friedrich Kind[10]
- La serva padrona, composição de Giovanni Battista Pergolesi, libreto de Gennaro Antonio Federico[11]
- Tosca, composição de Giacomo Puccini, libreto de Luigi Illica e Giuseppe Giacosa[11]
- Norma, composição de Vincenzo Bellini, libreto de Felice Romani[12]
- Faust, composição de Charles Gounod, libreto de Jules Barbier e Michel Carré[13]

## Musicais da Broadway
- Chicago, música de John Kander, letras de Fred Ebb[10]
- West Side Story, música de Leonard Bernstein, letras de Stephen Sondheim, libreto de Arthur Laurents[14]
- Guys and Dolls, música e letras de Frank Loesser, libreto de Jo Swerling e Abe Burrows[10]
- Grease, música e letras de Jim Jacobs, Warren Casey e John Farrar, libreto de Jim Jacobs e Warren Casey[15]
- Fame, música de Steve Margoshes, letras de Jacques Levy, libreto de José Fernandez[10]
- Peter Pan, música de Jule Styne, Mark Charlap e Trude Rittmann (arranjos de dança), letras de Betty Comden, Adolph Green e Carolyn Leigh, libreto de James Matthew Barrie[16]
- Miss Saigon, música de Claude-Michel Schönberg, letras de Alain Boublil e Richard Maltby Jr., libreto de Claude-Michel Schönberg e Alain Boublil[17]
- Hairspray, música de Marc Shaiman, letras de Scott Wittman e Marc Shaiman, libreto de Mark O'Donnell e Thomas Meehan[18]